# Аддитивная категория
Аддитивная категория — предаддитивная категория C, в которой для любого конечного множества объектов A1, … , An существует произведение A1 × ⋯ × An в C, в том числе произведение пустого множества объектов — нулевой объект.
Основной пример аддитивной категории — категория абелевых групп Ab, нулевой объект в ней — тривиальная группа, сложение морфизмов задаётся поточечно и произведения задаются прямым произведением. Более общий пример — любая категория модулей над кольцом R аддитивна, в частности, категория векторных пространств над полем K.
Каждая абелева категория по определению аддитивна. Примерами аддитивных неабелевых категорий могут служить категория топологич. модулей над заданным топологич. кольцом относительно морфизмов, являющихся непрерывными линейными отображениями, а также категория абелевых групп Г с фильтрацией Г = Г0 ⊃ Г1 ⊃... ⊃ Гn - {0} относительно морфизмов, являющихся гомоморфизмами групп, сохраняющими фильтрацию.